# Jean Arthur de La Gibonnais
Jean Arthur de La Gibonnais (1648, Saint-Malo - Paris, janvier 1728), est un juriste français.

## Biographie
Il se destina d'abord à l'état ecclésiastique. Après avoir terminé ses études, il prit le degré de bachelier en théologie, se livra plus tard à l'étude du droit et s'y voua presque exclusivement. Il était doyen des maîtres de la chambre des comptes de Bretagne quand il mourut, à Paris, au mois de janvier 1728.
René de Perchambault de La Bigotière, président aux enquêtes du parlement de Bretagne, ayant énoncé, dans ses Commentaires sur la coutume de Bretagne, des maximes trop favorables à l'usure, La Gibonnais les réfuta dans un livre intitulé De l'usure, intérêt et profit que l'on tire du prêt, ou l'Ancienne doctrine sur le prêt usuraire, opposée aux nouvelles opinions, Paris, 1710, in-12. Cet ouvrage eut beaucoup de succès. 
On a encore de La Gibonnais : 
1. Maximes pour conserver l'union dans les compagnies, Nantes, 1714, in-8°. L'auteur n'avait d'abord écrit que pour son instruction particulière les réflexions solides dont cet ouvrage est rempli ; mais, les regardant ensuite comme utiles à tout le monde, il se décida à les publier. On y trouve des portraits ou caractères tracés sans aucune vue d'application personnelle la troisième partie traite des devoirs particuliers aux magistrats.
2. Recueil des édits, ordonnances et règlements concernant les fonctions, ordinaires de la chambre des comptes de Bretagne, tirés des titres originaux qui sont au dépôt, de ladite chambre, en quatre parties ; et mis en ordre suivant la nature des matières, Nantes, 1721, 2 vol. in-folio. On trouve à la fin de ce recueil un traité curieux, intitulé Succession chronologique des ducs de Bretagne, avec quelques observations et faits principaux. Ce traité fut réimprimé à Nantes en 1723, dans le format in-8°, mais cette édition fut arrêtée avant d'être achevée ; il n'en a paru que le premier volume, contenant 618 pages, et les 48 premières pages du second volume. La Gibonnais se disposait, quand il mourut, à publier un ouvrage destiné à réfuter celui de l'abbé de Vertot sur la mouvance de Bretagne.

## Source
« Jean Arthur de La Gibonnais », dans Louis-Gabriel Michaud, Biographie universelle ancienne et moderne : histoire par ordre alphabétique de la vie publique et privée de tous les hommes avec la collaboration de plus de 300 savants et littérateurs français ou étrangers, 2e édition, 1843-1865 [détail de l’édition]